# آدم كريستمان
آدم كريستمان (بالإنجليزية: Adam Cristman)‏ (8 يناير 1985 بواشنطن العاصمة في الولايات المتحدة - ) هو لاعب كرة قدم أمريكي في مركز الهجوم. شارك مع منتخب الولايات المتحدة لكرة القدم. أما مع النوادي، فقد لعب مع دي.سي. يونايتد وسبورتينغ كانساس سيتي ولوس أنجلوس غلاكسي ونيو إنجلاند ريفولوشن وRichmond Kickers Future ‏.

## وصلات خارجية
- آدم كريستمان على موقع الدوري الأمريكي (الإنجليزية)
- آدم كريستمان على موقع قاعدة بيانات كرة القدم.إي يو (الإنجليزية)